# Papiro Oxirrinco 98
El Papiro Oxirrinco 98 también llamado P. Oxy. 98 es un documento sobre una carta reconociendo el pago de un préstamo, escrito en griego. Se descubrió en Oxirrinco, Egipto. El manuscrito fue escrito en papiro en forma de una hoja. Está fechada entre los años 141 y 142 (el quinto año de Antonino Pío). En la actualidad se encuentra en el Museo Británico, en Londres, Inglaterra.

## Documento
El documento fue escrito por Chaeremon, hijo de Teón, a Nicanor, que había recibido 168 dracmas de Archias. Este fue el saldo de un préstamo de 700 dracmas por Chaeremon. Las mediciones del fragmento son 115 por 100 mm.
Fue descubierto por Bernard Pyne Grenfell y Arthur Surridge Hunt en 1897, en Oxirrinco, Egipto. El texto fue publicado por Grenfell y Hunt en 1898. El fragmento fue examinado también por Frederic G. Kenyon (1907).